# Jürgen Hatzenbichler
Jürgen Hatzenbichler (* 1968 in Klagenfurt) ist ein österreichischer Journalist, der in den 1990ern der Neuen Rechten zugeordnet wurde.

## Leben
Bereits während seiner Schulzeit engagierte sich Jürgen Hatzenbichler in der später verbotenen rechtsextremen Partei Nationale Front in Kärnten, in der er 1985/86 als „stellvertretender Führer“ fungierte. Er legte 1987 die Matura in Klagenfurt ab und studierte an der Universität Klagenfurt Bildungswissenschaften. In dieser Zeit radikalisierte sich Hatzenbichler. Er nahm an Wehrsportübungen teil und verbreitete Neonazi-Schriften. Er wurde deshalb auch wegen Verbreitung des entsprechenden Gedankenguts zu einer Geldstrafe verurteilt. 1989 brach er mit diesem Lager und wendete sich dem jungkonservativen Lager zu. Er schloss sich der FPÖ an und wurde Redakteur der Kärntner Nachrichten, 1990 auch Redakteur der Monatsschrift Aula. Kurz darauf wurde er Chefredakteur der Jugendzeitschrift Identität. Auf Distanz zur Aula ging er nach der Verurteilung von Herwig Nachtmann nach dem VerbotsG wegen eines revisionistischen Hetzartikels.
Ab 1991 schrieb er für die Junge Freiheit, zunächst als Auslandskorrespondent in den Ressorts Politik und Österreich, später als Chefredakteur der österreichischen Ausgabe von 1995 bis 1997. Weitere Artikel veröffentlichte er in zahlreichen Leitmedien der Neuen Rechten, so in Nation und Europa, Wir selbst und im Verlag Zeitenwende. Bereits 1989 erschien ein Artikel von ihm in FAP-intern, dem Parteiorgan der FAP. In den 1990ern entwickelte sich Hatzenbichler damit zu einer zentralen Figur der Neuen Rechten in Österreich, löste sich aber später davon.
2005 ließ Armin Wolf den FPÖ-Politiker Heinz-Christian Strache im österreichischen Fernsehen mit einer Rezension von Hatzenbichler auflaufen. Er präsentierte Strache mit einer auf Straches Homepage gefundenen Rezension seines angeblichen Lieblingsbuches, Ernst Jüngers Der Waldgang. Strache gab diese als seine eigene aus, doch Armin Wolf konfrontierte ihn vor laufenden Kameras damit, dass Strache „die Rezension komplett von einer Naziseite abgeschrieben“ habe.
Hatzenbichler promovierte 2006 an der Universität Klagenfurt zum Doktor der Philosophie und war bereits seit 2000 Redakteur der Universum-Zeitschrift, deren geschäftsführender Chefredakteur er von 2007 bis 2012 war.

## Politische Positionen und Aktivitäten
Hatzenbichler vertrat verschiedene Positionen innerhalb der rechtsextremen Szene. Nach einem Einstieg als radikaler Neonazi wandte er sich dann eher rechtskonservativen Positionen zu und war in den 1990ern einer der Protagonisten der Neuen Rechten. Er lehnte den Liberalismus, den Marxismus und das Christentum ab. Seine Positionen orientierte er an rechten Vordenkern wie Alain de Benoist, Julius Evola, Ernst Niekisch und Kurt Eggers. Er verstand sich als Vertreter eines „modernen Konservatismus“ und einer „neuen rechten Intellektualität“.
Hatzenbichler war Mitautor der Gründungsfestschrift der Burschenschaft Marko-Germania, in der unter anderem Norbert Hofer Mitglied ist.
Hatzenbichler ist CEO und Gesellschafter mit einem Anteil von 25 Prozent an der DG-Development Group Media Hatzenbichler und Klemenz GmbH für Print- und Online-Medien in Klagenfurt. Der Mitgesellschafter Gerhard Klemenz betreibt in Klagenfurt einen Holzhandel. Die DG-Media betreibt die Online-Plattform spartanat.com für den Vertrieb von taktischer Ausrüstung für Spezialkräfte und Outdoor-Kleidung und beinhaltet auch eine Nachrichten- und Kommentarsparte, in der ehemalige Schießausbilder der Bundeswehr sowie der Militärhistoriker Martin van Creveld zu Worte kommen. Die Online-Plattform ist 2022 im Zuge eines Ermittlungsverfahrens der Bundesanwaltschaft wegen des Verdachts der Bildung einer terroristischen Vereinigung gegen Arend-Adolf G. und Achim A. von Dirk G. als Geschäftsführer der Asgaard-Gesellschaft für eine Gegendarstellung genutzt worden. Mit dem Namen spartan.at wird auch die Werbewirkung des Action-Spiels Spartan: Total Warrior für eigene Zwecke genutzt.

## Mitgliedschaften
Hatzenbichler ist Mitglied der Universitätssängerschaft Barden zu Wien (Stand: 1996).

## Werke
- menschen leben & subversives sein. Gedichte. Vilsbiburg: Arun-Verlag 1993. ISBN 3-927940-12-7
- Europa der Regionen. Herausgeber zusammen mit Andreas Mölzer. Graz/Stuttgart: Stocker 1993. ISBN 3-7020-0676-1
- Korporation, Tradition und Neue Rechte In: Mölzer, Andreas (Hg.): Pro Patria. Das deutsche Korporations-Studententum: Randgruppe oder Elite? Graz 1994 (Aula-Verlag), S. 251–284.
- Querdenker. Konservative Revolutionäre. Vilsbiburg: Arun-Verlag 1995. ISBN 978-3-927940-17-8